# Бер, Виктор де
Виктор де Бер (нидерл. Victor De Behr) — бельгийский ватерполист, серебряный призёр летних Олимпийских игр 1900.

## Биография
На Играх Бер входил в состав бельгийской ватерпольной команды. Сначала она обыграла третью французскую команду в четвертьфинале, потом вторую в полуфинале, но в финальном матче её обыграла британская сборная, позволив Бельгии выиграть серебряные медали.